# Classe ATC G01
La classe ATC G01, dénommée « Anti-infectieux et antiseptiques à usage gynécologique », est un sous-groupe thérapeutique de la classification anatomique, thérapeutique et chimique, développée par l'OMS pour classer les médicaments et autres produits médicaux. La classe ATC vétérinaire correspondante dans la classification ATCvet est QG01. Le sous-groupe présenté ici est celui établi par l'OMS, et peut donc différer des versions dérivées utilisées dans certains pays. Il fait partie du groupe anatomique G de la classification, intitulé « Système génito-urinaire et hormones sexuelles ».

## G01A Anti-infectieux et antiseptiques non associés aux corticoïdes

### G01AA Antibiotiques à usage gynécologique
G01AA01 Nystatine
G01AA02 Natamycine
G01AA03 Amphotéricine B
G01AA04 Candicidine (en)
G01AA05 Chloramphénicol
G01AA06 Hachimycine (en)
G01AA07 Oxytétracycline
G01AA08 Carfécilline (en)
G01AA09 Mépartricine (en)
G01AA10 Clindamycine
G01AA11 Pentamycine (en)
G01AA51 Nystatine, associations
« QG01AA55 » Chloramphénicol, associations
« QG01AA90 » Tétracycline
« QG01AA91 » Gentamicine
« QG01AA99 » Antibiotiques, associations

### G01AB Dérivés arsenicaux
G01AB01 Acétarsol

### G01AC Dérivés de la quinoléïne
G01AC01 Di-iodohydroxyquinoléïne (en)
G01AC02 Clioquinol (en)
G01AC03 Chlorquinaldol (en)
G01AC05 Déqualinium (en)
G01AC06 Broxyquinoline (en)
G01AC30 Oxyquinoline
« QG01AC90 » Chlorure d'acriflavinium (en)
« QG01AC99 » Associations

### G01AD Acides organiques
G01AD01 Acide lactique
G01AD02 Acide acétique
G01AD03 Acide ascorbique

### G01AE Sulfamides
G01AE01 Sulfatolamide (en)
G01AE10 Associations de sulfamides

### G01AF Dérivés imidazolés
G01AF01 Métronidazole
G01AF02 Clotrimazole
G01AF04 Miconazole
G01AF05 Éconazole
G01AF06 Ornidazole (en)
G01AF07 Isoconazole
G01AF08 Tioconazole
G01AF11 Kétoconazole
G01AF12 Fenticonazole
G01AF13 Azanidazole (en)
G01AF14 Propénidazole (en)
G01AF15 Butoconazole
G01AF16 Omoconazole (en)
G01AF17 Oxiconazole
G01AF18 Flutrimazole (en)
G01AF19 Sertaconazole
G01AF20 Associations de dérivés imidazolés

### G01AG Dérivés triazolés
G01AG02 Terconazole (en)

### G01AX Autres anti-infectieux et antiseptiques
G01AX01 Clodantoïne (en)
G01AX02 Inosine
G01AX03 Policrésulène (en)
G01AX05 Nifuratel (en)
G01AX06 Furazolidone (en)
G01AX09 Méthylrosaniline
G01AX11 Polyvidone iodée
G01AX12 Ciclopirox
G01AX13 Protiofate (en)
G01AX14 Lactobacillus fermenti (en)
G01AX15 Cuivre usnate (en)
G01AX16 Hexétidine
G01AX66 Octénidine (en), associations
« QG01AX90 » Nitrofural (en)
« QG01AX99 » Autres anti-infectieux et antiseptiques, associations

## G01B Anti-infectieux et antiseptiques en association aux corticoïdes

### G01BA Antibiotiques et corticoïdes
Classe vide.

### G01BC Dérivés de la quinoléïne et corticoïdes
Classe vide.

### G01BD Antiseptiques et corticoïdes
Classe vide.

### G01BE Sulfamides et corticoïdes
Classe vide.

### G01BF Dérivés imidazolés et corticoïdes
Classe vide.